# 金绿柱石
金绿柱石是绿柱石的无色变种，其主要化学成分为硅酸铝铍（Be3Al2(SiO3)6）。它的英语名称Heliodor来源于希腊语，意思是太阳的礼物。与之相似的矿物是金黄绿柱石（golden beryl），它是纯黄色或金黄色的，而金绿柱石带有黄绿色调。